# Raimund Borgmeier
Raimund Borgmeier (* 7. April 1940 in Detmold; † 6. Juni 2024 in Gießen) war ein deutscher Anglist und Hochschullehrer.

## Leben
Borgmeier absolvierte 1960 das Abitur am Detmolder Gymnasium Leopoldinum und studierte anschließend Philologie (Englisch und Latein) an der Universität Münster. Nach der Promotion an der Ruhr-Universität Bochum im Jahr 1967 war er dort bis 1974 wissenschaftlicher Assistent. Im Anschluss an die Habilitation im Bereich Englische Philologie im Jahr 1974 war er von 1975 bis zu seiner Emeritierung im Jahr 2008 Professor für Neuere englische und amerikanische Literatur an der Universität Gießen. Zusätzlich lehrte er in unregelmäßigen Abständen als Gastprofessor an den Universitäten in Milwaukee und Madison.
Seine Forschungsschwerpunkte waren neben Shakespeare, dem 18. Jahrhundert und der Romantik, die Bereiche Science-Fiction und Krimis. In Ausformung seines Forschungsgebietes organisierte er Führungen durch den Englischen Garten von Biebertal.

## Veröffentlichungen

### Monographien
- Shakespeares Sonett „When forty winters...“ und die deutschen Übersetzer. Untersuchungen zu den Problemen der Shakespeare-Übertragung. München 1970, OCLC 318830.
- Das Studium der Anglistik. Paderborn 1970, OCLC 42704102.
- The Dying Shepherd. Die Tradition der englischen Ekloge von Pope bis Wordsworth. Tübingen 1976, ISBN 3-484-42019-7.
- mit Ulrich Suerbaum und Ulrich Broich: Science Fiction. Theorie und Geschichte, Themen und Typen, Form und Weltbild. Stuttgart 1981, ISBN 3-15-010304-5.

### Herausgeberschaften
- mit Ulrich Suerbaum und Barbara Puschmann-Nalenz: William Shakespeare: King Lear. englisch und deutsch. Stuttgart 1973, ISBN 3-15-009444-5.
- William Shakespeare: The sonnets. Stuttgart 1974, ISBN 3-15-009729-0.
- mit Bernhard Reitz: Der historische Roman I. 19. Jahrhundert. Heidelberg 1984, ISBN 3-533-03595-6.
- mit Bernhard Reitz: Der historische Roman II. 20. Jahrhundert. Heidelberg 1984, ISBN 3-533-03648-0.
- Gattungsprobleme in der anglo-amerikanischen Literatur. Beiträge für Ulrich Suerbaum zu seinem 60. Geburtstag. Tübingen 1986, ISBN 3-484-40110-9.
- mit Bernhard Reitz: Zweihundert Jahre amerikanische Verfassung. Heidelberg 1988, ISBN 3-533-04049-6.
- Gedichte der englischen Romantik. englisch/deutsch. Stuttgart 2001, ISBN 3-15-009967-6.
- mit Peter Wenzel: Spannung. Studien zur englischsprachigen Literatur. Für Ulrich Suerbaum zum 75. Geburtstag. Trier 2001, ISBN 3-88476-495-0.
- Antony and Cleopatra. englisch/deutsch. Stuttgart 2002, ISBN 3-15-008830-5.